# Bahía del Callao
La bahía del Callao es una bahía situada en la costa central del Perú, en el Mar de Grau. Su ribera está situada en la Provincia Constitucional del Callao frente a la ciudad de Callao y cerca de la ciudad de Lima, ambas conformadas por el área metropolitana de Lima. Administrativamente pertenece a la Provincia Constitucional del Callao.
La bahía se encuentra separada de la bahía de Lima por la península de La Punta. Por su ubicación, es un lugar de gran importancia comercial y militar porque en él se encuentra el principal puerto del país y una base de la marina de guerra.
La bahía es muy rica ecológicamente hablando por lo que se creó la Reserva nacional Sistema de Islas, Islotes y Puntas Guaneras, encargada de cuidar toda la bahía y las islas cercanas.